# 企业邮箱
企业邮箱是用企业自己的域名为后缀的电子邮箱，比如企业的域名是abc.com，那么企业邮箱的E-mail地址就是（您的邮箱名称）@abc.com。企业邮箱对于企业形象意义更大，功能也往往较普通邮箱要丰富。
企业邮箱一般包括网关杀毒、垃圾邮件过滤、手机短信支持等功能。目前考量企业邮箱好坏重要因素是对垃圾邮件封堵的有效性。

## 参看
- 免费邮箱